# Primo Carnera
Primo Carnera (* 26. Oktober 1906 in Sequals; † 29. Juni 1967 ebenda) war ein italienischer Ringer, Boxer und Schauspieler. Er war vom 29. Juni 1933 bis zum 14. Juni 1934 unumstrittener Boxweltmeister im Schwergewicht.

## Leben

### Boxerischer Aufstieg
Carnera wanderte im Alter von 17 Jahren aus Italien nach Frankreich aus. Dort verpflichtete ihn ein Zirkusdirektor als Ringkämpfer. Der Boxmanager Léon Sée machte schließlich aus dem Schaukämpfer einen Boxer. Der Aufbau von Carnera zum Boxer soll als Vorbild für den Roman The Harder They Fall von Budd Schulberg sowie den Film Schmutziger Lorbeer gedient haben.
Seinen ersten Profi-Kampf bestritt Carnera, der mit 1,97 m Körpergröße und austrainiert etwa 120 kg Kampfgewicht für damalige Verhältnisse außergewöhnlich groß und massig war, am 12. September 1928 in Paris gegen Leon Sebilo und gewann durch K. o. in der zweiten Runde.
Nach dem Sieg gegen Sebilo gewann er die folgenden fünf Kämpfe. Er unterlag erst Franz Diener aufgrund einer Disqualifikation. Darauf folgten erneut Siege, u. a. gegen den hoch einzuschätzenden Young Stribling. Im Boxkampf am 10. Februar 1933 verletzte Carnera seinen Gegner Ernie Schaaf, der ebenfalls als aussichtsreicher Herausforderer für die Weltmeisterschaft im Schwergewicht angetreten war, in der 13. Runde so schwer am Kopf, dass dieser ins Koma fiel und vier Tage später, am 14. Februar 1933, verstarb.

### Boxweltmeister
Den Weltmeistertitel gewann Carnera am 29. Juni 1933 in New York, im Kampf gegen Jack Sharkey durch K. o. in Runde 6. Der neue Weltmeister konnte anschließend seinen Titel zweimal erfolgreich, noch im Jahr 1933 gegen Paulino Uzcudun und Tommy Loughran, verteidigen. Der Kampf gegen Uzcudun fand in Rom vor 65.000 Zuschauern statt.
Als in den USA erfolgreicher Profiboxer ließ er sich auch durch das faschistische Regime Italiens unter Benito Mussolini präsentieren. Auf dem Dach des Duomo di Milano wurden zu seinen Ehren Skulpturen von kämpfenden Boxern aufgestellt, die heute noch besichtigt werden können. 
Er verlor den Titel am 14. Juni 1934 in Long Island (NY) gegen Max Baer durch K. o. in der 11. Runde.

### Boxerischer Niedergang
Im Jahr darauf verlor er auch gegen den späteren Boxweltmeister Joe Louis. 
1938 zwang ihn eine Nierenentfernung, sich vorübergehend vom Boxsport zurückzuziehen.
1945 startete Carnera ein zunächst erfolgreiches Comeback als Profiboxer. 1946 zog er sich nach mehreren Niederlagen gegen Luigi Mussina endgültig vom Boxsport zurück und begann eine Karriere als Profi-Ringer und Catcher. Seinen letzten Kampf als Catcher bestritt er im Mai 1961 in New York.

### Weitere Karriere
Zu Zeiten seines größten Erfolges erhielt er auch Angebote von Hollywood, die er annahm: In dem Film Der Boxer und die Lady spielte er den Gegner von Max Baer, womit der spätere Weltmeisterschaftskampf zuerst auf der Leinwand „ausgetragen“ wurde. In etlichen in seiner Heimat Italien produzierten Filmen, wie z. B. Prinz Eisenherz (1954), war Carnera zwischen 1939 und 1958 regelmäßig zu sehen. Aufgrund seiner Größe und Erscheinung wurde er für Nebenrollen in etlichen Abenteuerfilmen gebucht, die seine Physis ausbeuten konnten.
Auch im Comic machte Carnera Karriere: Von Juli 1953 bis Mai 1954 erschien im Walter Lehning Verlag, Hannover, mit insgesamt 46 Heften zu 20 Pfennig pro Heft die (ursprünglich aus Italien stammende) Piccoloserie 'CARNERA', von der  bis heute sogar schon zwei Nachdrucke erschienen sind (Melzer Verlag, Hethke Verlag). 1954 erschien bei Lehning als Großband ein Piccolo-Sonderheft (Nr. 3) zu 60 Pfennig mit dem Titel 'CARNERA BOXT SICH DURCH', das inzwischen auch von Hethke nachgedruckt wurde. Bei Walt Disney gab es einen boxenden Kater namens Creamo Catnera (deutsch ungefähr: Kloppo Schwarzkatz).

## Privates
1953 hatte Carnera Giuseppina Kovacic geheiratet, mit der er die amerikanische Staatsbürgerschaft erlangte. Die Familie ließ sich in Los Angeles nieder. Das Paar bekam zwei Kinder.
Carnera verstarb am 29. Juni 1967 im Alter von 60 Jahren.

## Filmografie (Auswahl)
- 1933: Mr. Broadway
- 1933: Der Boxer und die Lady (The Prizefighter and the Lady)
- 1954: Prinz Eisenherz (Prince Valiant)
- 1955: Voller Wunder ist das Leben (A Kid for Two Farthings)
- 1959: Herkules und die Königin der Amazonen (Ercole e la regina di Lidia)